# Glattstjälksdaggkåpa
Glattstjälksdaggkåpa (Alchemilla glabricaulis) är en rosväxtart som beskrevs av Harald Lindberg. Enligt Catalogue of Life ingår Glattstjälksdaggkåpa i släktet daggkåpor och familjen rosväxter, men enligt Dyntaxa är tillhörigheten istället släktet daggkåpor och familjen rosväxter. Arten har ej påträffats i Sverige. Utöver nominatformen finns också underarten A. g. parcipila.